# Tüköry utca
Tüköry utca est une rue de Budapest, située dans le quartier de Lipótváros (5e arrondissement).
Elle porte le nom du militaire hongrois Lajos Tüköry
(1830–1860).